# European Journal of Ecology
The European Journal of Ecology (EJE) (Європейський журнал з екології) є міжнародним науковим екологічним журналом, заснований у 2015 році, що виходить двічі на рік англійською мовою. Журнал заснований і видається Пряшівським університетом у Пряшеві у видавництві De Gruyter Open. Публікує оригінальні, рецензовані незалежними рецензентами роботи (в категоріях наукова стаття, оглядова стаття, думка і політичні рекомендації) в різних областях екології. Всі статті знаходяться у вільному доступі для читачів (Open Access) і від авторів не стягуються ніякі збори за публікацію чи кількість сторінок.
Журнал надає серйозний видавничий простір не тільки досвідченим науковцям, але і початківцям. Тому, редакційна колегія просить від рецензентів надавати корисні і детальні поради, коментарі та конструктивну критику. Журнал пропонує глобальну доступність опублікованих результатів і активно допомагатиме у презентації нових наукових робіт у соціальних мережах.